# Simsir
Simsir (en rus: Симсир) és un poble de la república del Daguestan, a Rússia. Segons el cens del 2010 tenia 1.062 habitants.